# Amaurodon
Amaurodon J. Schröt. – rodzaj grzybów należący do rodziny chropiatkowatych (Thelephoraceae). W Polsce występuje jeden gatunek – Amaurodon viridis.

## Systematyka i nazewnictwo
Pozycja w klasyfikacji według Index Fungorum: Thelephoraceae, Thelephorales, Incertae sedis, Agaricomycetes, Agaricomycotina, Basidiomycota, Fungi.
Po raz pierwszy opisał go Joseph Schröter w 1888 r.

## Charakterystyka
Grzyby kortycjoidalne o owocniku rozpostartym, dającym się oddzielić od podłoża, głównie pajęczynowatym lub błonkowatym, ciągłym. Hymenofor w stanie świeżym niebieskawy, w eksykatach żółto-zielony, gładki, kolczasty lub rurkowaty, subikulum tej samej barwy, sterylny brzeg zwykle nieokreślony lub strzępiasty i jaśniejszy niż hymenofor. System strzępkowy monomityczny, strzępki w subhymenium proste, septowane i ze sprzążkami, cienkościenne, szkliste lub czasami częściowo niebieskawofioletowe w KOH. Cystyd brak. Bazydiospory niemal kuliste lub elipsoidalne, brodawkowate, w KOH przeważnie fioletowe, w destylowanej wodzie szkliste lub żółtawe.

## Gatunki
- Amaurodon aeruginascens (Hjortstam & Ryvarden) Kõljalg & K.H. Larss. 1996
- Amaurodon angulisporus Gardt & Yorou 2011
- Amaurodon aquicoeruleus Agerer 2001
- Amaurodon atrocyaneus (Wakef.) Kõljalg & K.H. Larss. 1996
- Amaurodon cyaneus (Wakef.) Kõljalg & K.H. Larss. 1996
- Amaurodon hydnoides Kõljalg & Ryvarden 1997
- Amaurodon mustialaensis(P. Karst.) Kõljalg & K.H. Larss. 1996
- Amaurodon sumatranus Miettinen & Kõljalg 2007
- Amaurodon viridis (Alb. & Schwein.) J. Schröt. 1888
- Amaurodon wakefieldiae (Burds. & M.J. Larsen) Kõljalg & K.H. Larss. 1996

Wykaz gatunków (nazwy naukowe) na podstawie Index Fungorum.